# Filozofski fakultet u Osijeku
Filozofski fakultet u Osijeku visoko je učilište u sastavu Sveučilišta Josipa Jurja Strossmayera u Osijeku. Osnovan je 10. veljače 2004.

## Ustrojstvo
- Odsjek za engleski jezik i književnost
- Odsjek za filozofiju
- Odsjek za hrvatski jezik i književnost
- Odsjek za informacijske znanosti
- Odsjek za njemački jezik i književnost
- Odsjek za pedagogiju
- Odsjek za povijest
- Odsjek za psihologiju
- Odjek za sociologiju
- Katedra za mađarski jezik i književnost
- Katedra za povijest umjetnosti
- Katedra za zajedničke sadržaje

## Vanjske poveznice
- Službene stranice